# Paraboreochlus minutissimus
Paraboreochlus minutissimus är en tvåvingeart som först beskrevs av Gabriel Strobl 1894.  Paraboreochlus minutissimus ingår i släktet Paraboreochlus och familjen fjädermyggor. Inga underarter finns listade i Catalogue of Life.